# Radicondoli
Radicondoli ist ein Ort mit 965 Einwohnern (Stand 31. Dezember 2023) in der Provinz Siena, Region Toskana in Italien.

## Geografie

Lage von Radicondoli in der Provinz Siena

Der Ort erstreckt sich über 132 km². Er liegt ca. 25 km südwestlich der Provinzhauptstadt Siena und 60 km südwestlich der Regionalhauptstadt Florenz. Der Ort liegt in der klimatischen Einordnung italienischer Gemeinden in der Zone E, 2 261 GG. Die wichtigsten Gewässer im Gemeindegebiet sind der Cecina (13 km im Gemeindegebiet), der Feccia (9 km im Gemeindegebiet) und der Torrente Pavone (4 von 32 km im Gemeindegebiet). Der Ort gehört dem Bistum Volterra an.
Zu den Ortsteilen zählen Anqua (477 m, ca. 6 Einwohner, liegt ca. 8 km südwestlich) und Belforte (542 m, ca. 225 Einwohner, liegt ca. 5 km südöstlich).
Die Nachbargemeinden sind Casole d’Elsa, Castelnuovo di Val di Cecina (PI), Chiusdino, Montieri (GR) und Pomarance (PI).

## Geschichte
Erstmals erwähnt wurde der Ort als Burg in Dokumenten der Familie Bichi Borghesi im Jahr 1209. Hier herrschten die Aldobrandeschi, die aber im November 1221 von Siena unterworfen wurden. Die Aldobrandeschi führten den Ort noch einige Jahre als Lehen weiter. Nach verschiedenen Streitigkeiten wurde der Ort 1268 durch Provenzano Salvani für Siena eingenommen. Den Podestà stellte zunächst die seneser Familie der Malavolti. Im Konflikt zwischen Siena und Florenz ergab sich der Ort am 27. November 1554 und fiel dadurch in die Hände der Medici.

## Sehenswürdigkeiten

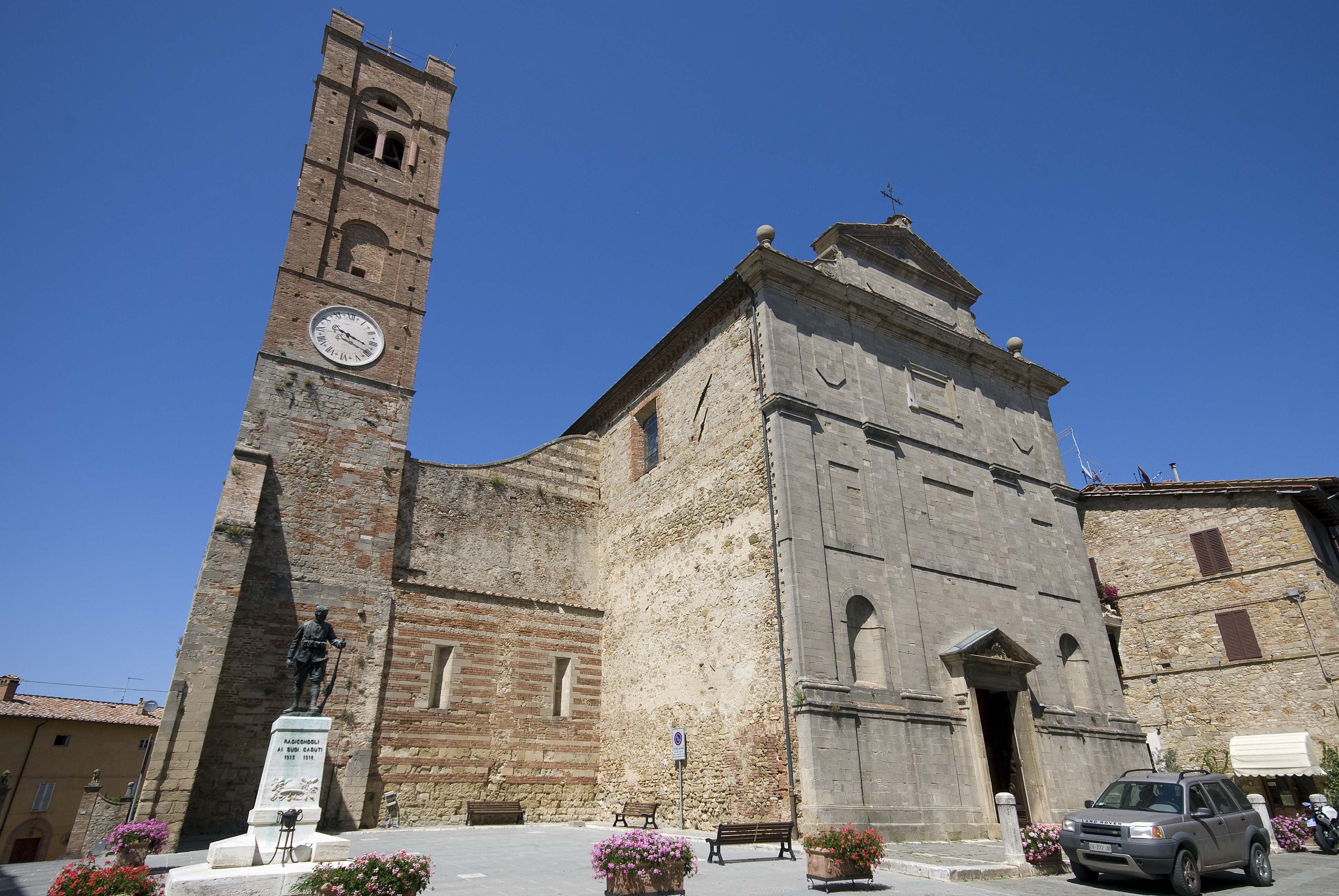
Collegiata dei Santi Simone e Giuda

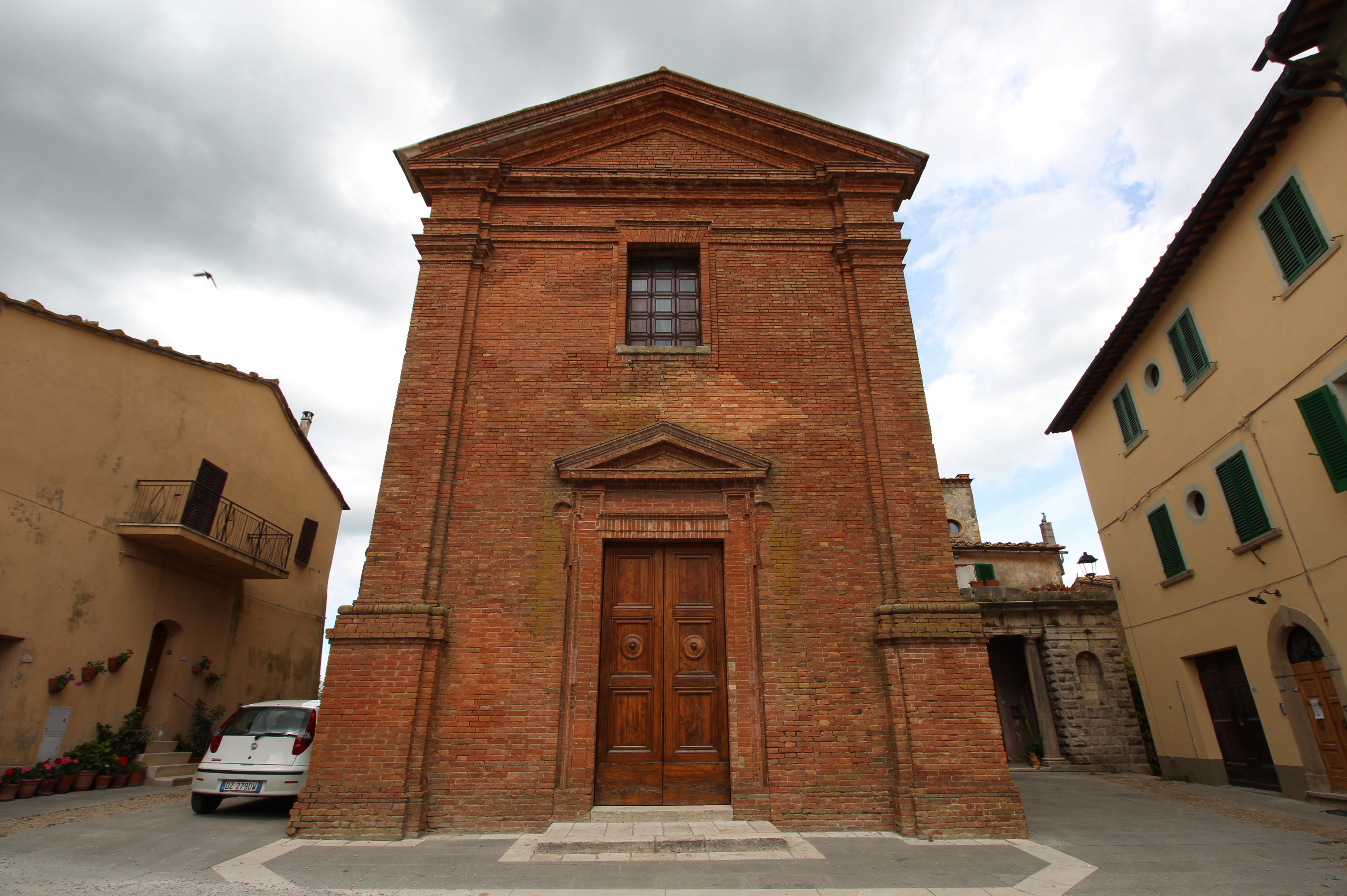
Die Kirche Chiesa del Crocifisso an der Piazza Gramsci

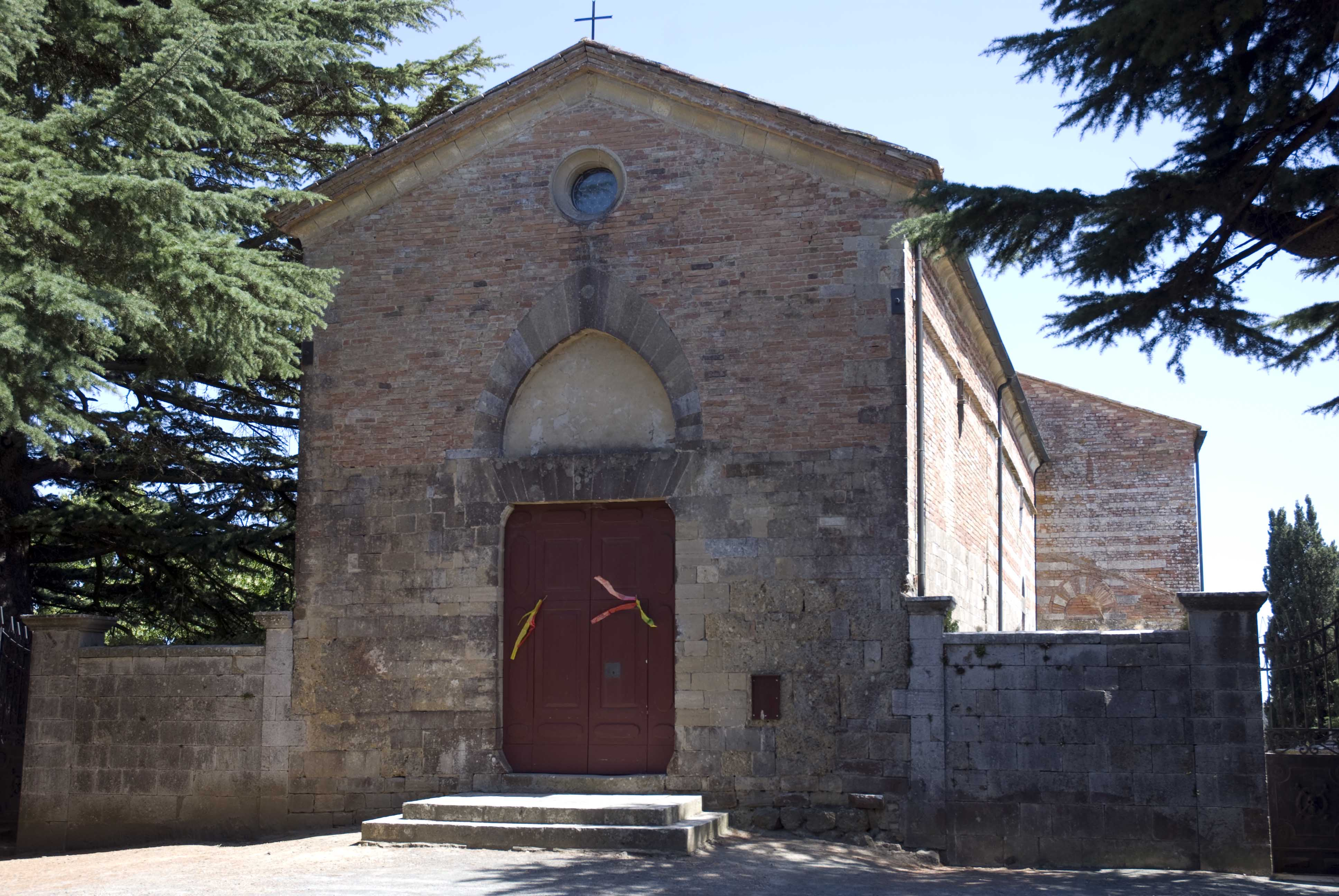
Pieve di San Giovanni Battista (Pieve vecchia)

- Collegiata dei Santi Simone e Giuda, Kirche aus dem 16. Jahrhundert im Ortskern. Enthält die Leinwandbilder Transito di Maria Vergine (1569) und Natività di Gesù (1590) von Alessandro Casolani[8] sowie eine Madonna con San Giovanni Battista von Astolfo Petrazzi.
- Monastero di Santa Caterina della Rota, 1345 dokumentiertes Kloster des Augustinerordens im Ortskern.[7] Enthält das Werk Battesimo di Cristo von Astolfo Petrazzi.[9]
- Chiesa del Crocifisso, Kirche am Ortseingang (Piazza Gramsci), wahrscheinlich 16. Jahrhundert.[8]
- Porta Olla, noch vorhandenes Stadttor der Befestigungsmauern.
- Teatro dei Risorti, kommunales Theater mit 67 Plätzen. Liegt im Ortskern an der Via Garibaldi.
- Pieve di San Giovanni Battista, auch Pieve vecchia genannt, Pieve die erstmals im 12. Jahrhundert[9] erwähnt wurde und die kurz außerhalb der Stadtmauern nahe dem Friedhof liegt.
- San Francesco dell’Osservanza, Kloster aus dem 15. Jahrhundert kurz außerhalb des Ortskern, das heute nicht mehr aktiv ist.[8]
- San Rufo, Kirche aus dem 16. Jahrhundert im Ortsteil Anqua.[8]
- Pieve di Santa Maria Assunta im Ortsteil Belforte, bereits 1328 dokumentierte Pieve.
- Chiesa della Compagnia di Santa Croce, Kirche in Belforte (17. Jahrhundert).
- Palazzo Pubblico, Gebäude in Belforte.
- Natività di Maria Santissima, Kirche in der Località Cornocchia (Fattoria di Cornocchia), 17. Jahrhundert.[8]
- Castello Elci, heutige Burgruine zwischen Anqua und Belforte aus dem 10. Jahrhundert. Gehörte den Pannocchieschi d’Elci und diente dem seneser Zweig der Familie als Stammsitz. Die Pieve im Ort war nach San Niccolò genannt.[10]
- Santa Croce, Kirche der Burg Castello di Falsini.[8]
- Cappella di San Rocco, Kapelle der Burg Castello di Fosini.[8]
- San Nicola, Kirche in Marcigliana (Podere Marcigliana).[8]
- San Sisto, Kirche der Burg Castello di Montingegnoli.[8]

## Söhne und Töchter der Gemeinde
- Alessandro Sanminiatelli Zabarella (1840–1910), Lateinischer Patriarch von Konstantinopel und Kurienkardinal.
- Dina Ferri (1908–1930), Dichterin